# Wilhelm Bruhns
Franz Siegfried Willy Bruhns (* 5. Februar 1864 in Leipzig; † 18. Juni 1929 in Clausthal) war ein deutscher Mineraloge.

## Leben
Ab 1882 studierte Bruhns in Leipzig bei Ferdinand Zirkel, wurde 1886 zum Dr. phil. promoviert und arbeitete dann als Assistent am physikalisch-chemischen Institut in Leipzig. 1887/88 arbeitete er in München bei Otto von der Pfordten (1861–1918).
Ab 1889 war er Assistent am mineralogischen Institut der Universität Bonn und 1892 wurde er dort Privatdozent. 1894 wechselte er als Privatdozent ans mineralogische und petrographische Institut der Universität Straßburg, wo er 1900 ordentlicher Professor wurde. Ab 1909 war er Professor für Mineralogie, Geologie und Lagerstättenkunde an der Bergakademie Clausthal in Nachfolge von Alfred Bergeat. Hier erarbeitete Bruhns die Rektoratsverfassung der Bergakademie und war von 1919 bis 1921 der erste Rektor der Bergakademie. Schon länger herzkrank verstarb er 1929 im Amt.